# Christuskirche (Nürnberg)

Hans Kieser: Ansicht der Christuskirche in Nürnberg-Steinbühl 1894

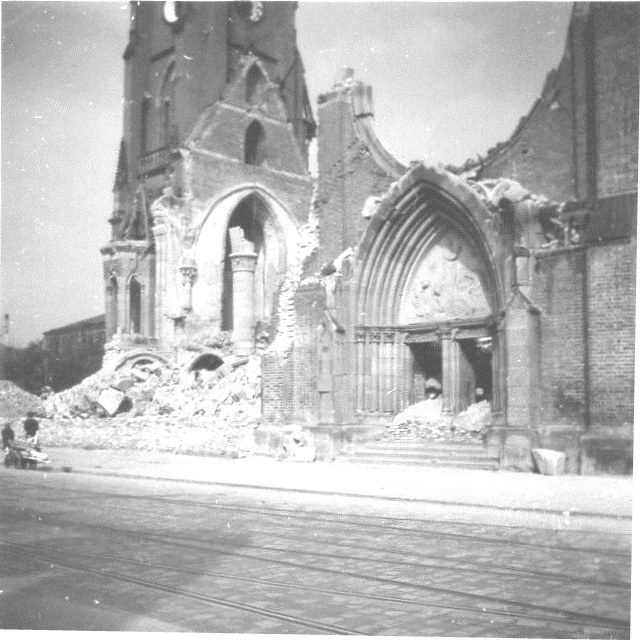
Ruine der Christuskirche im Jahr 1945

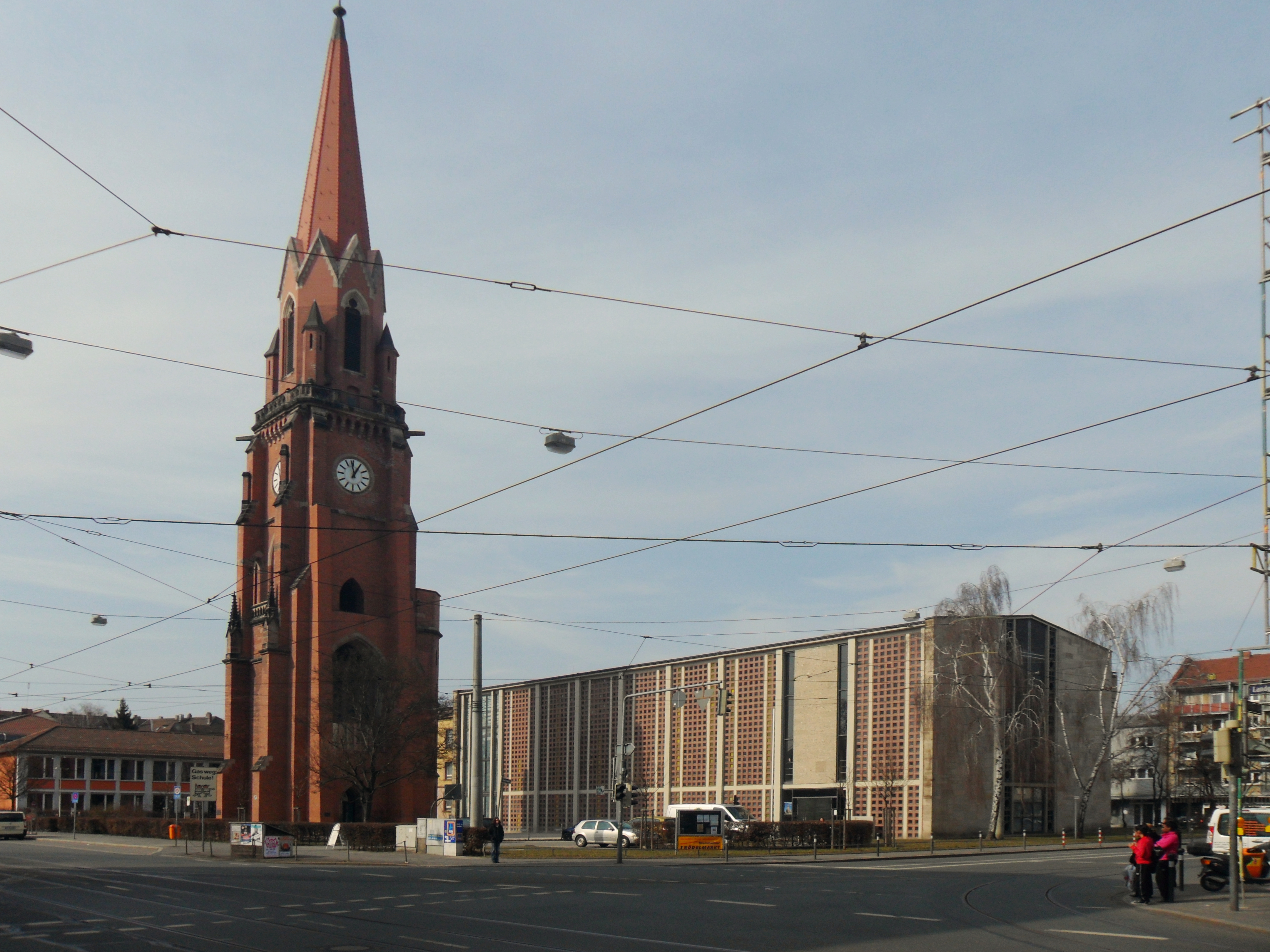
Turm der Christuskirche mit Neubau

Die Christuskirche ist die evangelisch-lutherische Pfarrkirche des Nürnberger Stadtteils Steinbühl. Sie gehört dem Evangelisch-Lutherischen Dekanat Nürnberg im Kirchenkreis Nürnberg der Evangelisch-Lutherischen Kirche in Bayern an.

## Geschichte
Der Ort Steinbühl war bis zum 19. Jahrhundert nach St. Leonhard eingepfarrt. Mit der zunehmenden wirtschaftlichen und industriellen Entwicklung des Ortes im 19. Jahrhundert ergab sich die Notwendigkeit zur Gründung einer eigenen Pfarrkirche. 1885 erfolgte die Gründung eines für die Finanzierung des Bauprojekts notwendigen Kirchenbauvereins und am 14. Juni 1891 die Grundsteinlegung der Kirche. 1893 konnten die vom Bochumer Verein gegossenen und von Johannes Zeltner gestifteten Stahlglocken im Turm aufgehängt und am 23. September 1894 die Einweihung gefeiert werden. Nachdem zunächst August Essenwein die Planherstellung zugesagt hatte, wurde auf seine Empfehlung hin Hans Kieser mit der Planung des Kirchenbaus beauftragt.
Während des Zweiten Weltkriegs wurde die Christuskirche am 2. Januar 1945 zerstört. Nach Abbruch der Kirchenruine entstand 1956 neben dem erhalten gebliebenen Turmbau nach Plänen von Werner Lutz, Robert Elterlein und Hans-Anton Meyer ein Kirchenneubau, der am 16. Juni 1957 eingeweiht wurde. Am 4. Juni 1993 brannte der Turm nach Brandstiftung aus, wobei der Turmhelm und zwei der Turmgiebel einstürzten und die Glocken verformt wurden, so dass sie ersetzt werden mussten. In den Jahren 2006 bis 2008 erfolgte nach dem Haus-im-Haus-Prinzip ein Einbau von Gemeinderäumen in die hintere Hälfte des ursprünglich ungeteilten Kirchenraums.

## Architektur
Die ursprüngliche Christuskirche, von der sich als einziger Bauteil der 73,50 m hohe Westturm erhalten hat, stellte eine in Backstein mit Werksteingliederungen errichtete kreuzförmige Basilika dar. Der Kirchenbau war ein charakteristischer Vertreter des sogenannten Nürnberger Stils im Sinne des 1884 vom Architekten der Kirche, Hans Kieser, begründeten „Vereins für kirchliche Kunst in der Evangelischen Kirche Bayerns“, indem durch die stark aufgegliederte Struktur mit Giebeln ein betont romantisches Erscheinungsbild erzeugt wurde. Die räumliche Aufteilung folgte den Prinzipien des Eisenacher Regulativs.
Der Kirchenneubau von 1956 hingegen suchte, entsprechend dem 1951 im benachbarten Rummelsberg verabschiedeten Rummelsberger Programm, durch die einfache Kastenraumform ein möglichst sachliches Erscheinungsbild zu erzeugen. Der architektonisch nicht ausgesonderte Altarbereich erhält seine Bedeutung durch die seitliche Durchfensterung, während die Wände des Schiffs zwischen den Pfeilern in rasterförmiges Betonmaßwerk aufgelöst sind. Die mit Werksteinverkleidung ausgeführte Altarwand enthält die Figur des apokalyptischen Christus mit den sieben Leuchtern (Offb 1,12f ) bzw. den sieben Sternen (Offb 1,16 ) des Schweizer Künstlers Meinrad Burch-Korrodi.
Die beiden Fenster seitlich des Altarraums sowie das Fenster der Eingangsseite wurden von Georg Meistermann gestaltet und 2018 restauriert.

## Orgel

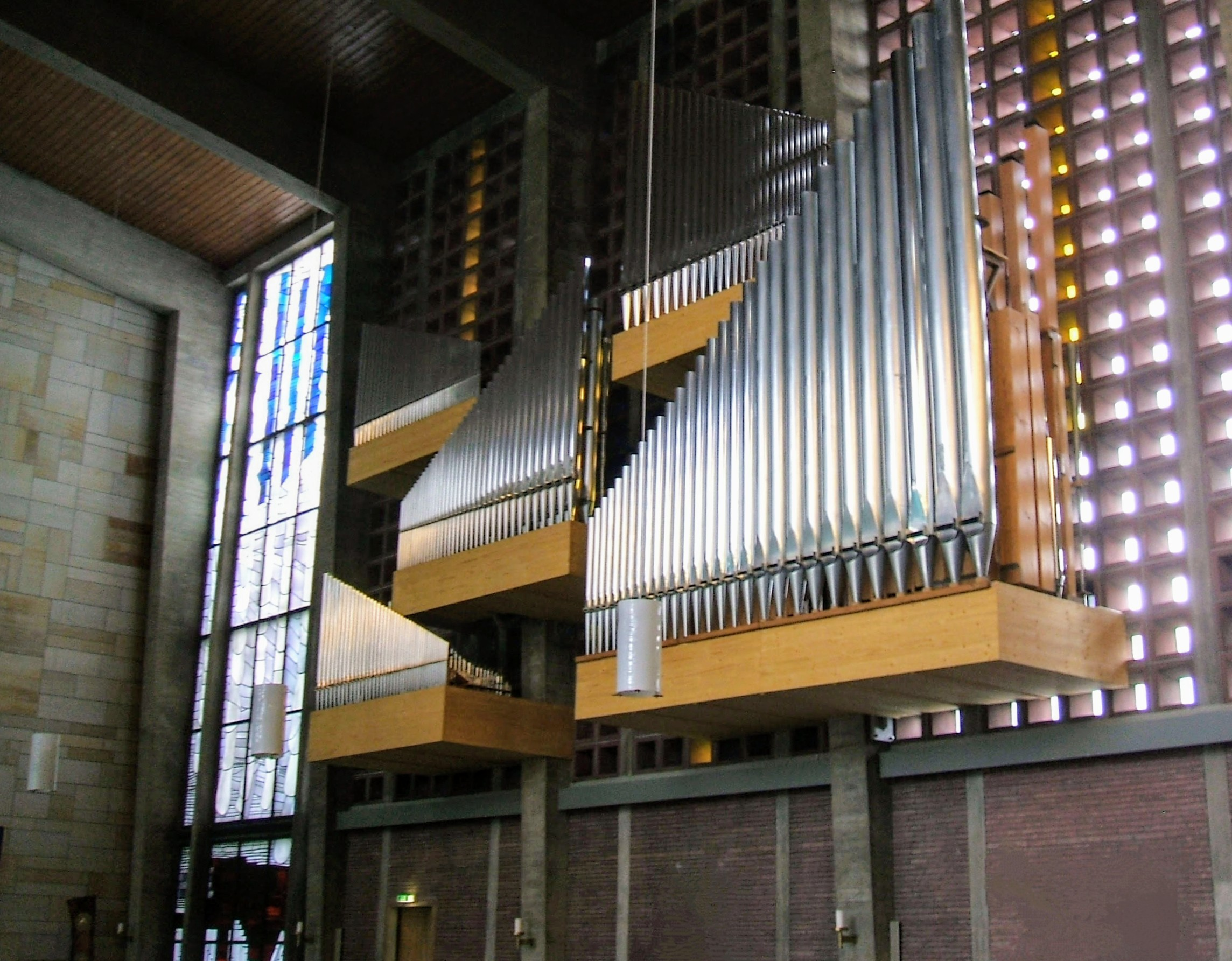
Orgel

Bei ihrer Einweihung 1894 hatte die ältere Christuskirche eine Orgel des Nürnberger Orgelbauers Johannes Strebel mit folgender Disposition erhalten:
| I Hauptwerk C– |            |        |
| 01.            | Prinzipal  | 08′    |
| 02.            | Bourdon    | 16‘    |
| 03.            | Gamba      | 08′    |
| 04.            | Tibia      | 08′    |
| 05.            | Gedeckt    | 08′    |
| 06.            | Trompete   | 08′    |
| 07.            | Salcional  | 08′    |
| 08.            | Spitzflöte | 08′    |
| 09.            | Octav      | 04′    |
| 10.            | Viola      | 04′    |
| 11.            | Hohlflöt   | 04′    |
| 12.            | Octav      | 02′    |
| 13.            | Mixtur IV  | 02 ⁄3′ |

| II Oberwerk C– |                      |     |
| 14.            | Salcional            | 16′ |
| 15.            | Geigenprinzipal      | 08′ |
| 16.            | Dolce                | 08‘ |
| 17.            | Aeoline              | 08‘ |
| 18.            | Lieblich Gedeckt     | 08′ |
| 19.            | Flauto amabile       | 08′ |
| 20.            | Fugura               | 04′ |
| 21.            | Traversflöte         | 04′ |
| 22.            | Fagott und Clarinett | 08′ |
| 23.            | Dulcian              | 04′ |

| Pedal C– |              |     |
| 24.      | Prinzipalbaß | 16′ |
| 25.      | Violon       | 16′ |
| 26.      | Subbaß       | 16′ |
| 27.      | Octavbaß     | 08′ |
| 28.      | Cello        | 08′ |

- Koppeln: II/I, I/P, II/P

Der Kirchenneubau erhielt als Opus 1937 eine Schleifladenorgel mit 49 Registern der Firma  Fritz Steinmeyer. Während der Umbauarbeiten 2006 wurde die Orgel von Orgelbauer Friedrich in Oberasbach abgebaut und in dessen Werkstatt ausgelagert, wo es im Januar 2007 zu einem Diebstahl des vollständigen Metallpfeifenwerks der Orgel kam. Bis 2010 wurde die Orgel entsprechend der originalen Disposition rekonstruiert und das Pfeifenwerk unter Einhaltung der originalen Mensuren und Legierungen wiederhergestellt. Anstelle der früheren Position auf der Westempore wurde das Instrument nun seitlich des Altarraums auf einem Stahlträgergerüst vor der Wand aufgestellt, während das Schwellwerk unterhalb des Bodenniveaus hinter dem Altar versenkt wurde.
| I Oberwerk C–g3 |                |        |
| 01.             | Quintade       | 16′    |
| 02.             | Gedackt        | 08′    |
| 03.             | Praestant      | 04′    |
| 04.             | Blockflöte     | 04′    |
| 05.             | Superoktave    | 02′    |
| 06.             | Flachflöte     | 02′    |
| 07.             | Sesquialter II | 02 ⁄3′ |
| 08.             | Quinte         | 01 ⁄3′ |
| 09.             | Cymbel IV–V    | 01⁄2′  |
| 10.             | Rankett        | 16′    |
| 11.             | Krummhorn      | 08′    |
|                 | Tremulant      |        |

| II Hauptwerk C–g3 |                |        |
| 12.               | Pommer         | 16′    |
| 13.               | Prinzipal      | 08′    |
| 14.               | Rohrflöte      | 08′    |
| 15.               | Oktave         | 04′    |
| 16.               | Gemshorn       | 04′    |
| 17.               | Quinte         | 02 ⁄3′ |
| 18.               | Oktav          | 02′    |
| 19.               | Mixtur VI–VIII | 01 ⁄3′ |
| 20.               | Scharf IV      | 01′    |
| 21.               | Trompete       | 08′    |

| III Schwellwerk C–g3 |                 |         |
| 22.                  | Rohrgedeckt     | 16′     |
| 23.                  | Ital. Prinzipal | 08′     |
| 24.                  | Grobgedeckt     | 08′     |
| 25.                  | Prinzipal       | 04′     |
| 26.                  | Rohrflöte       | 04′     |
| 27.                  | Nasard          | 02 ⁄3′  |
| 28.                  | Waldflöte       | 02′     |
| 29.                  | Terz            | 01 3⁄5′ |
| 30.                  | Sifflet         | 01′     |
| 31.                  | Mixtur VII      | 02'     |
| 32.                  | Scharf V        | 02⁄3′   |
| 33.                  | Dulzian         | 16′     |
| 34.                  | Oboe            | 08′     |
| 35.                  | Schalmey        | 04′     |
|                      | Tremulant       |         |

| Pedal C–f1 |                  |         |
| 36.        | Prinzipalbaß     | 16'     |
| 37.        | Subbaß           | 16′     |
| 38.        | Zartbaß          | 16′     |
| 39.        | Oktavbaß         | 08′     |
| 40.        | Gedecktbaß       | 08′     |
| 41.        | Choralbaß        | 04′     |
| 42.        | Pommer           | 04′     |
| 43.        | Nachthorn        | 02′     |
| 44.        | Mixtur VI–VIII   | 02 ⁄3′  |
| 45.        | Rauschpfeife III | 05 1⁄3′ |
| 46.        | Posaune          | 16′     |
| 47.        | Trompete         | 08′     |
| 48.        | Clarine          | 04′     |
| 49.        | Singend Cornett  | 02′     |

- Koppeln: III/II, III/I, II/I, I/P, II/P, III/P